# Zahnradbahn La Turbie–Monte Carlo
| La Turbie–Monte Carlo                                | La Turbie–Monte Carlo |
| ---------------------------------------------------- | --------------------- |
| Streckenskizze der Zahnradbahn La Turbie–Monte Carlo |                       |
| Streckenlänge:                                       | 2.66 km               |
| Spurweite:                                           | 1000 mm (Meterspur)   |
|                                                      |                       |

Die Zahnradbahn La Turbie–Monte Carlo war ein Verkehrsmittel, das den südfranzösischen Ort La Turbie fast vier Jahrzehnte lang mit dem Bezirk Monte Carlo des Stadtstaates Monaco verband, ohne allerdings französisches Territorium zu verlassen.

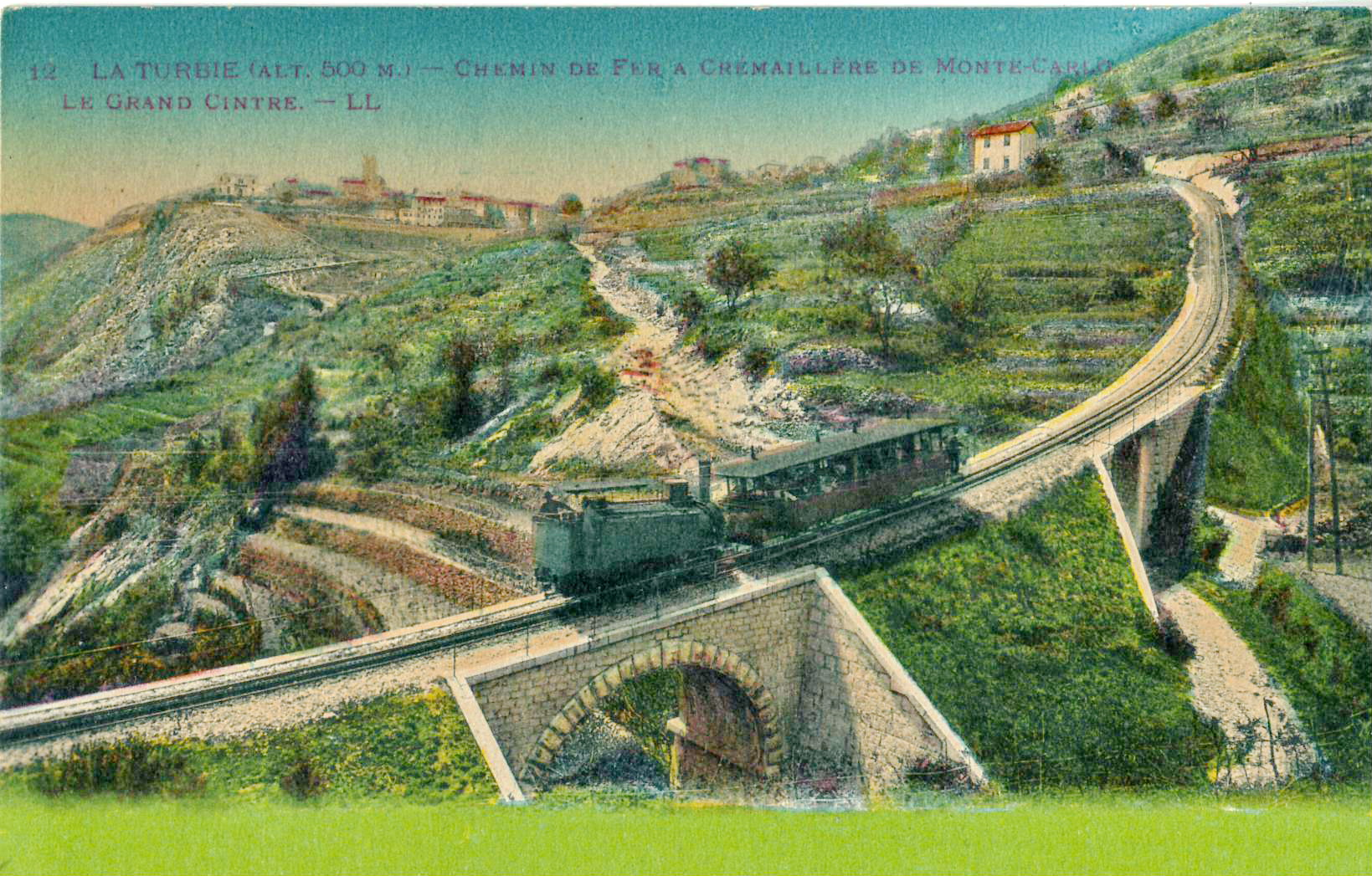
Ein Zug der Zahnradbahn auf einem Viadukt (kolorierte Postkarte)

 In der Literatur wird die Bahn teilweise auch als Beausoleil–La Turbie geführt.

## Geschichte

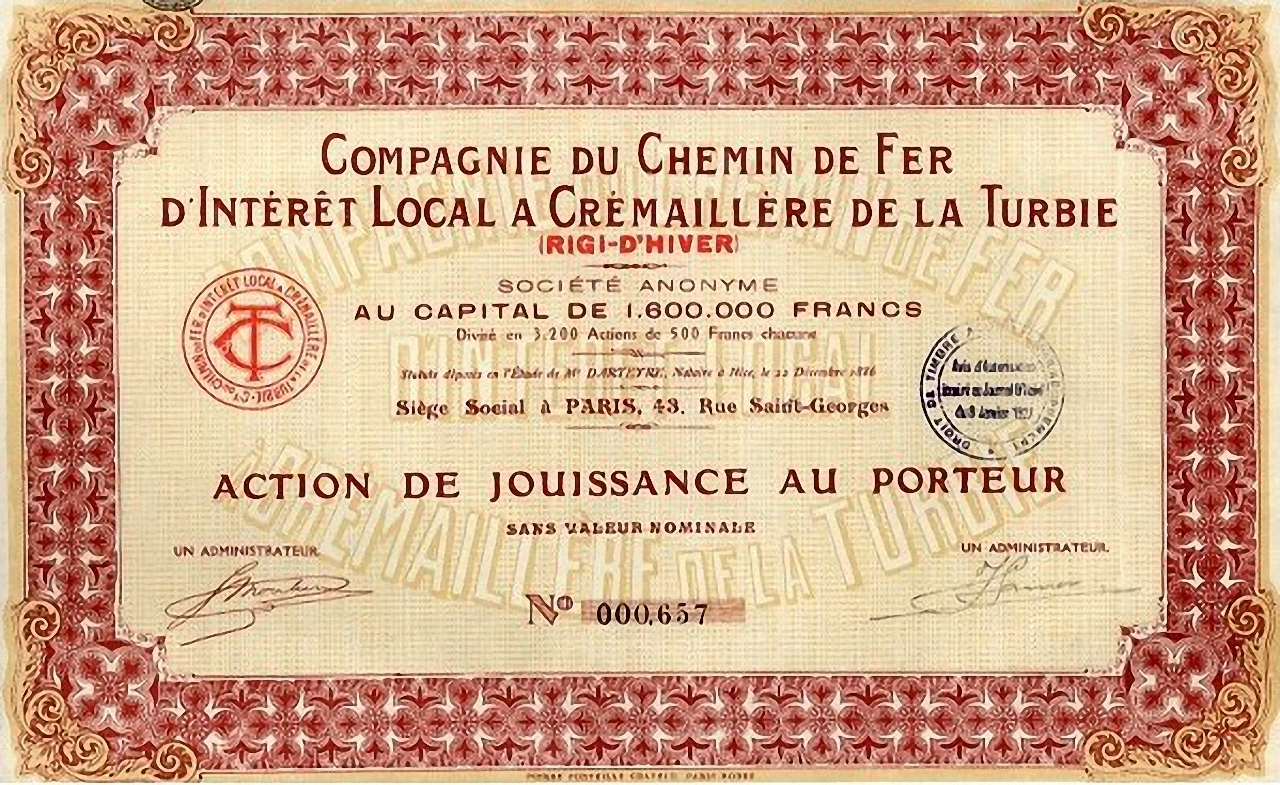
Aktie der Compagnie du chemin de fer d’intérêt local à crémaillère de La Turbie (Rigi d’hiver)

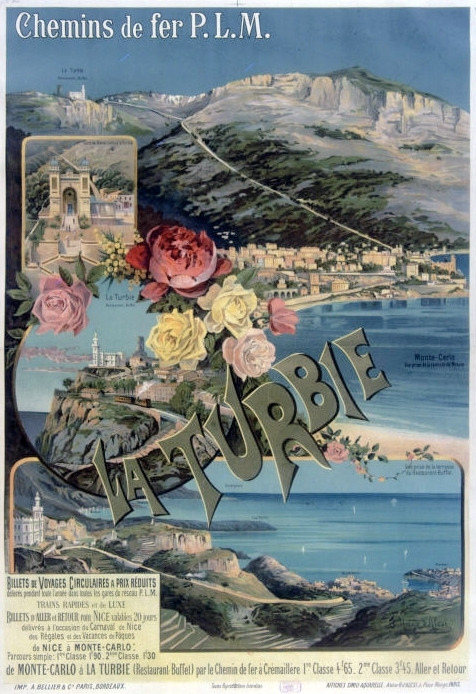
Werbeplakat der P.L.M.; die Zahnradbahn ist im rechten oberen Viertel sowie Mitte links und Mitte unten ersichtlich

Im Jahr 1883 erhielt die Compagnie du Chemin de Fer à rack d’interest local de Moneghetti-Monte Carlo à la Haute-Turbie die Konzession zum Bau einer Bahnstrecke von La Turbie nach Monte Carlo, scheiterte aber bei der Umsetzung. Auch die 1886 gegründete Compagnie du chemin de fer d’intérêt local à crémaillère de La Turbie erhielt eine neuerliche Konzession und scheiterte ebenso.
Erst die 1889 gegründete Compagnie du chemin de fer d’intérêt local à crémaillère de La Turbie (Righi d’hiver) war erfolgreich. Die nach System Riggenbach errichtete, 2,66 km lange Zahnradbahn wurde am 14. Februar 1894 eröffnet. Der Bahnhof von La Turbie lag auf einer Höhe von 469,25 m. Der andere Endpunkt in Monte Carlo wies eine Seehöhe von 67,46 m auf. Somit hatte die meterspurigen Bahn einen Höhenunterschied von über 400 Metern zu überwinden. Dies entspricht einer mittleren Steigung von 153 ‰. Die Maximalsteigung der Bahn erreichte den ungewöhnlich großen Wert von 250 ‰.
Die Strecke lag ausschließlich auf französischem Territorium und berührte monegassischen Boden nicht. Die Schnellzugsstation an der Paris-Lyon-Méditerranée-Bahn (P.L.M.) lag unweit der Talstation. Somit hatte diese wirtschaftliches Interesse das Tourismusziel La Turbie und die Zahnradbahn zu bewerben.
Die Bahnstrecke wurde auf Dauer ihres Bestandes ausschließlich mit Dampf betrieben. Es wurden vier zweiachsige Dampflokomotiven beschafft. Diese sowie alle Waggons der Bahn waren von der Société alsacienne de constructions mécaniques (SACM)/Elsässische Maschinenbau-Gesellschaft Grafenstaden geliefert worden.
Die Zahnradbahn nach La Turbie und die Zahnradbahn Monte Carlo–Riviera Palace, benutzten in Monte Carlo einen kurzen Streckenabschnitt gemeinsam. Wie ein historisches Photo zeigt (siehe rechts oben im Beitrag zur Zahnradbahn Monte Carlo–Riviera Palace), bestand im Gemeinschaftsabschnitt aber eine Gleisverschlingung, beide Bahnen hatten separate Schienen und separate Zahnstangen.
Nach einem schweren Unfall wurde die Zahnradbahn am 8. März 1932 stillgelegt. In einer Lokalzeitung wird der Bruch eines Antriebszahnrades als Unfallgrund angegeben.

## Fuhrpark
SACM hatte die vier Lokomotiven 1893 nach Lizenz der Maschinenfabrik Esslingen gebaut. Sie entsprechen jenen der Gaisbergbahn. Die SACM-Fabriknummern lauteten 4486 bis 4489, die Achsfolge war 2/a-n2t. Aus heutiger Sicht bemerkenswert war das Fehlen eines geschlossenen Führerhauses. Anstelle dessen wiesen die Lokomotiven ein Sonnenschutzdach auf.
Alle vier Lokomotiven wurden im Zuge der Stilllegung der Bahn ausgemustert.

## Galerie

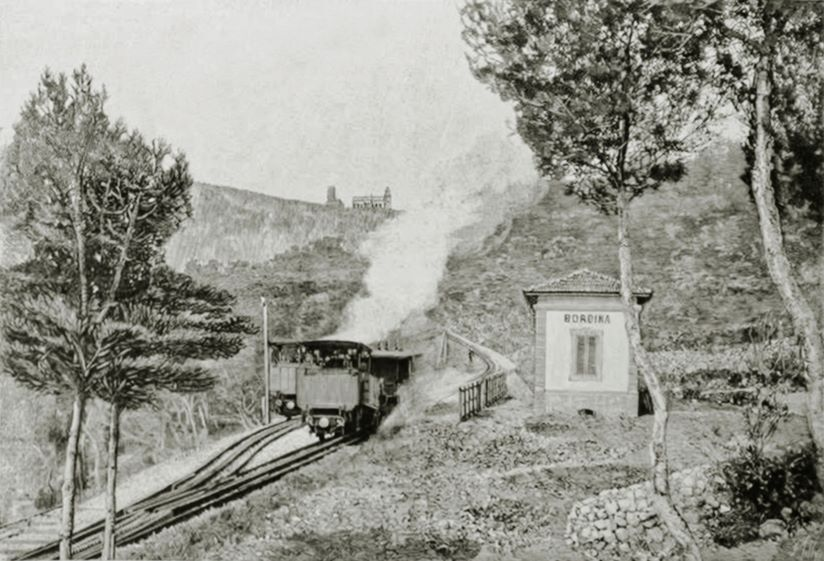
Zahnradbahn, Zwischenstation (La) Bordina
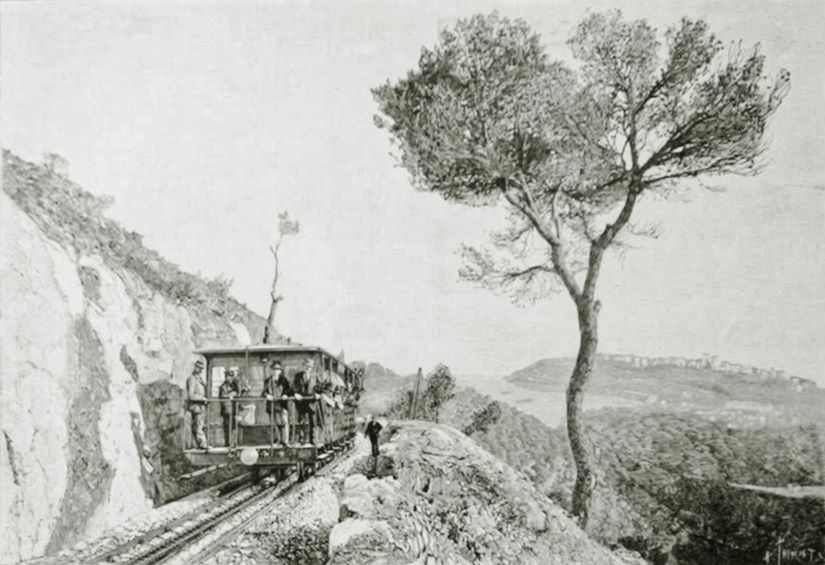
Zahnradbahn, nahe La Turbie
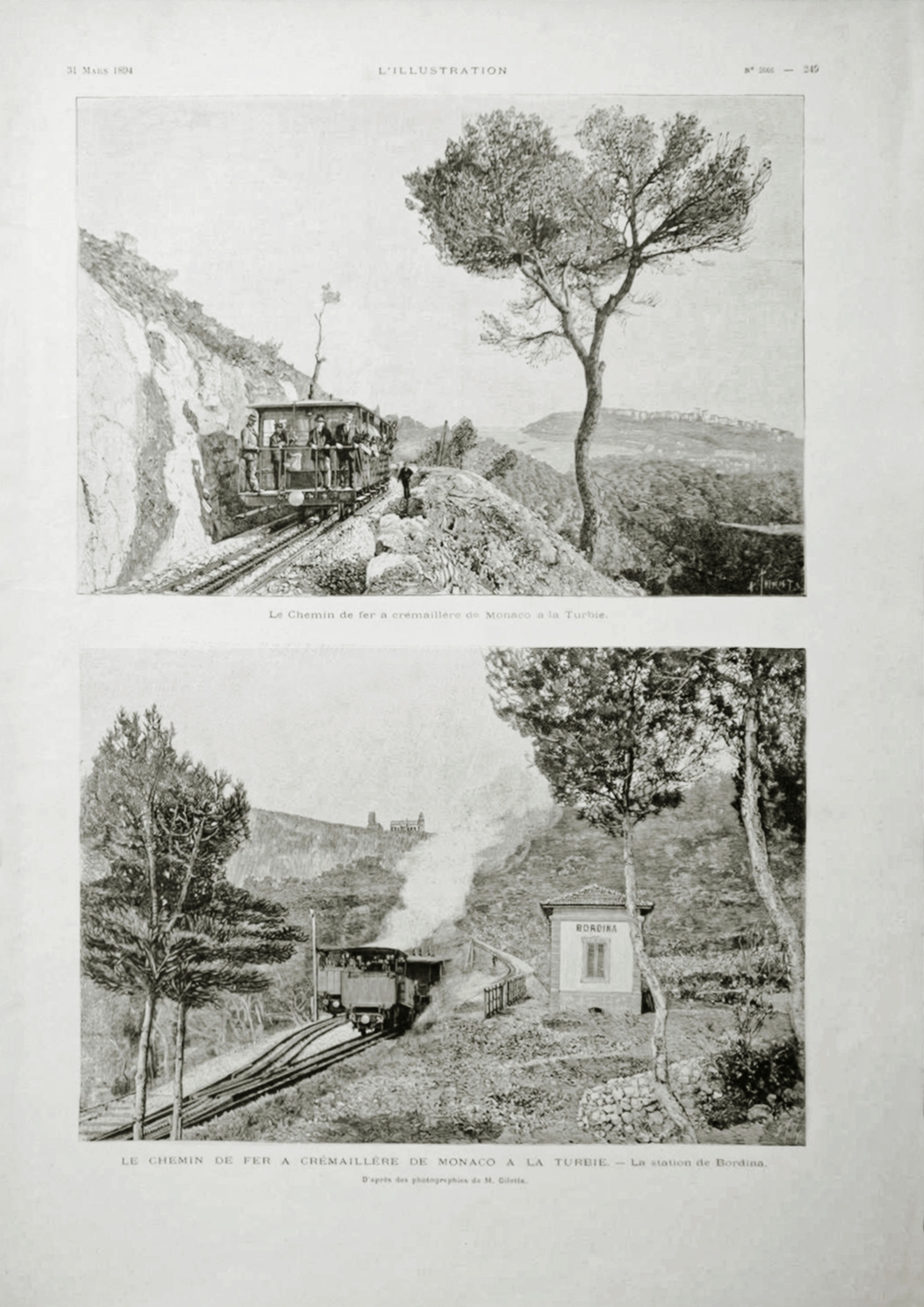
Nahe La Turbie
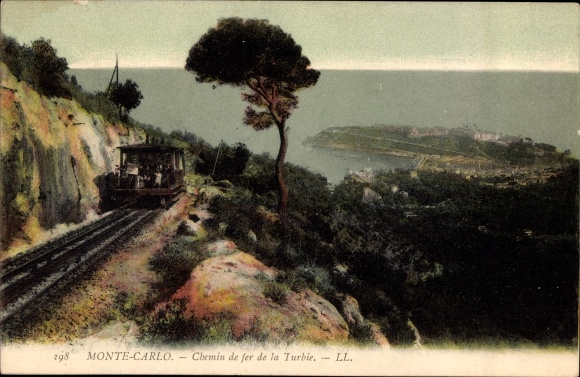
Unbekannter Aufnahmeort
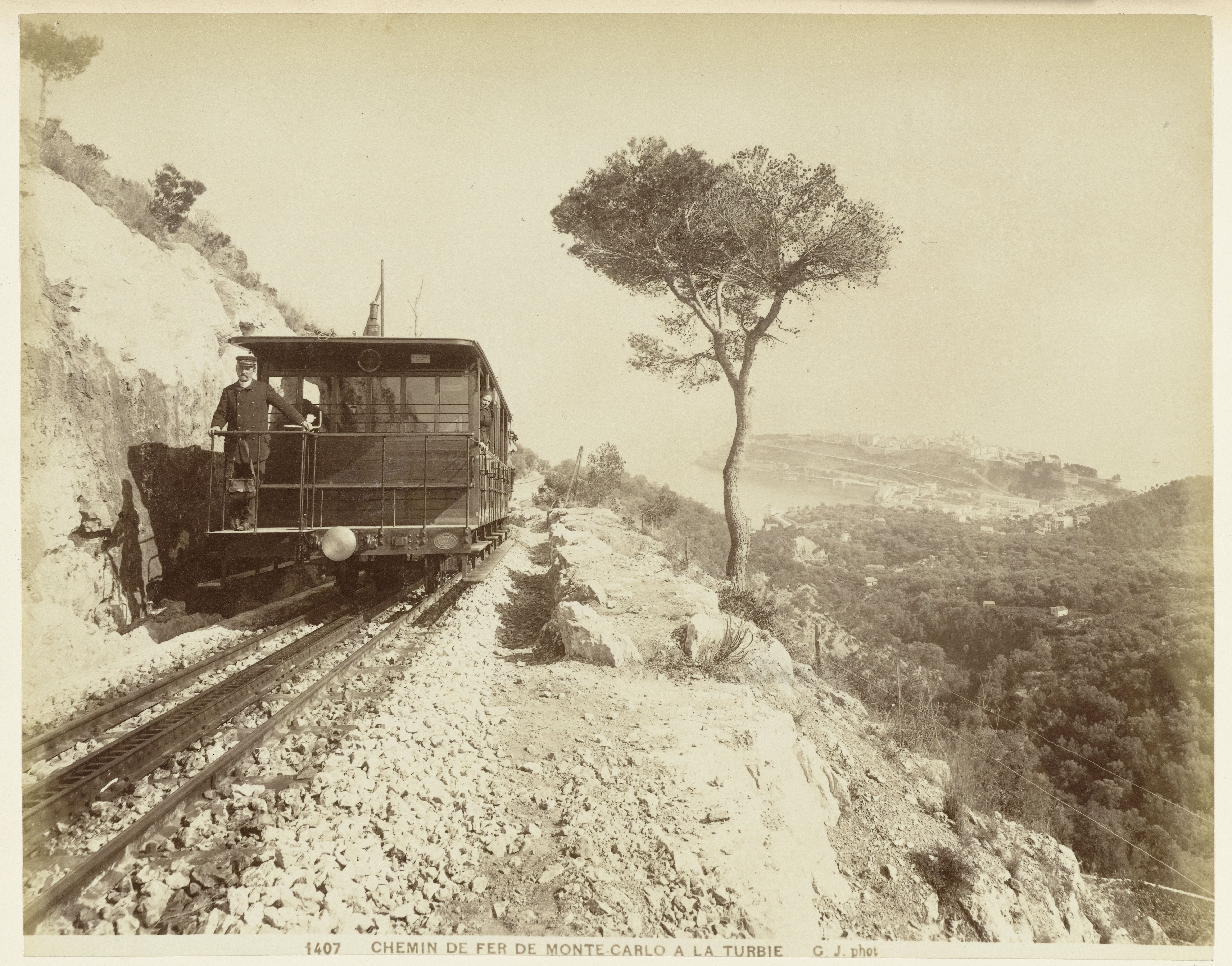
Unbekannter Aufnahmeort
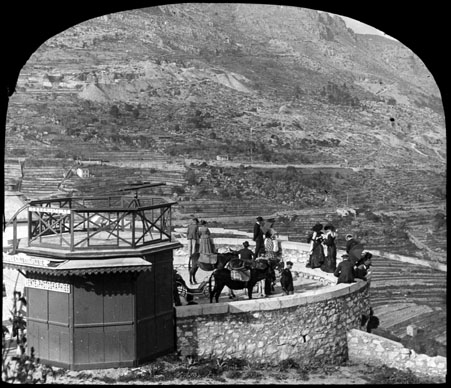
Aussichtsplattform am Bahnhof von La Turbie
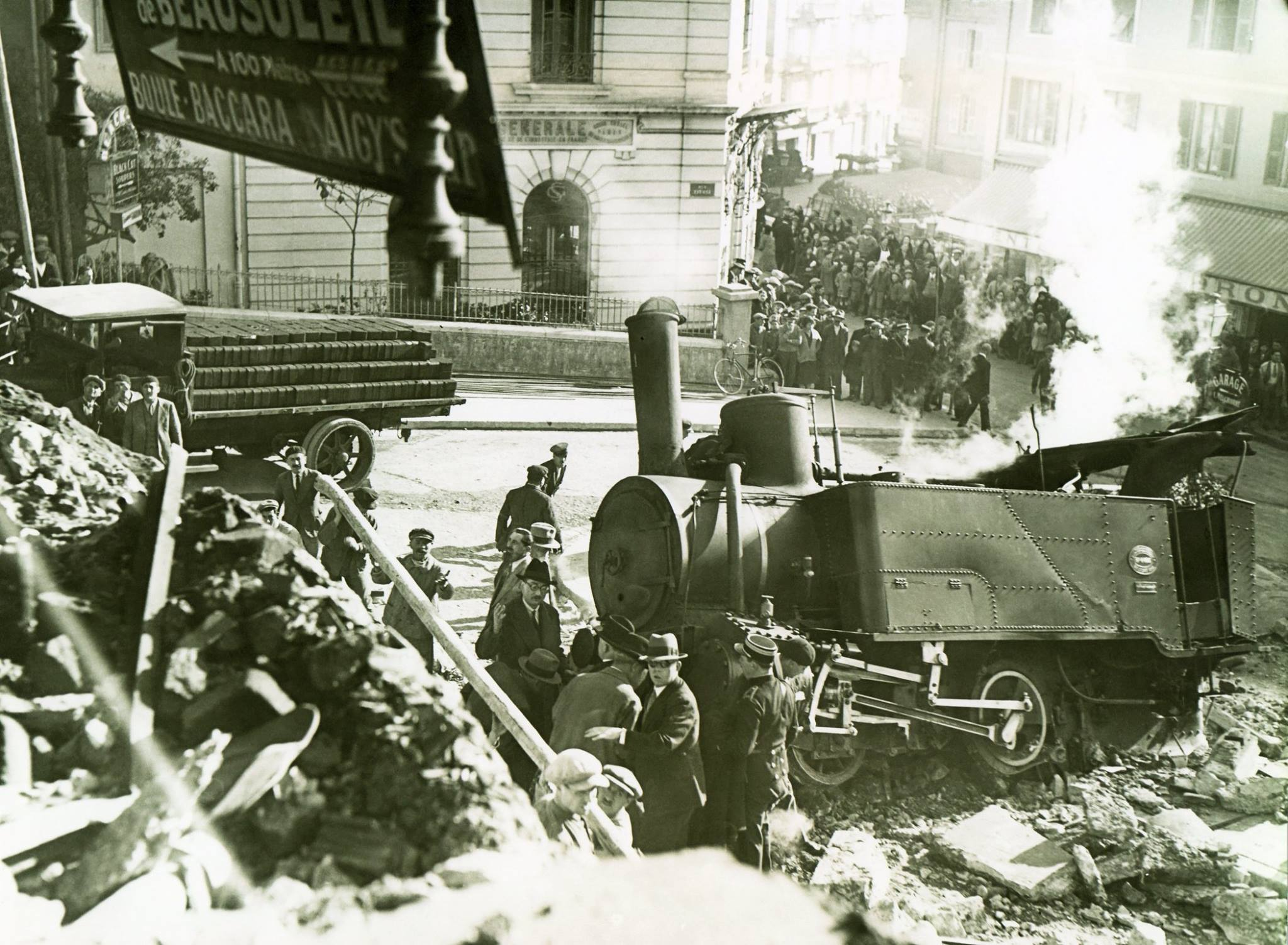
Unfall der Zahnradbahn im Jahr 1932
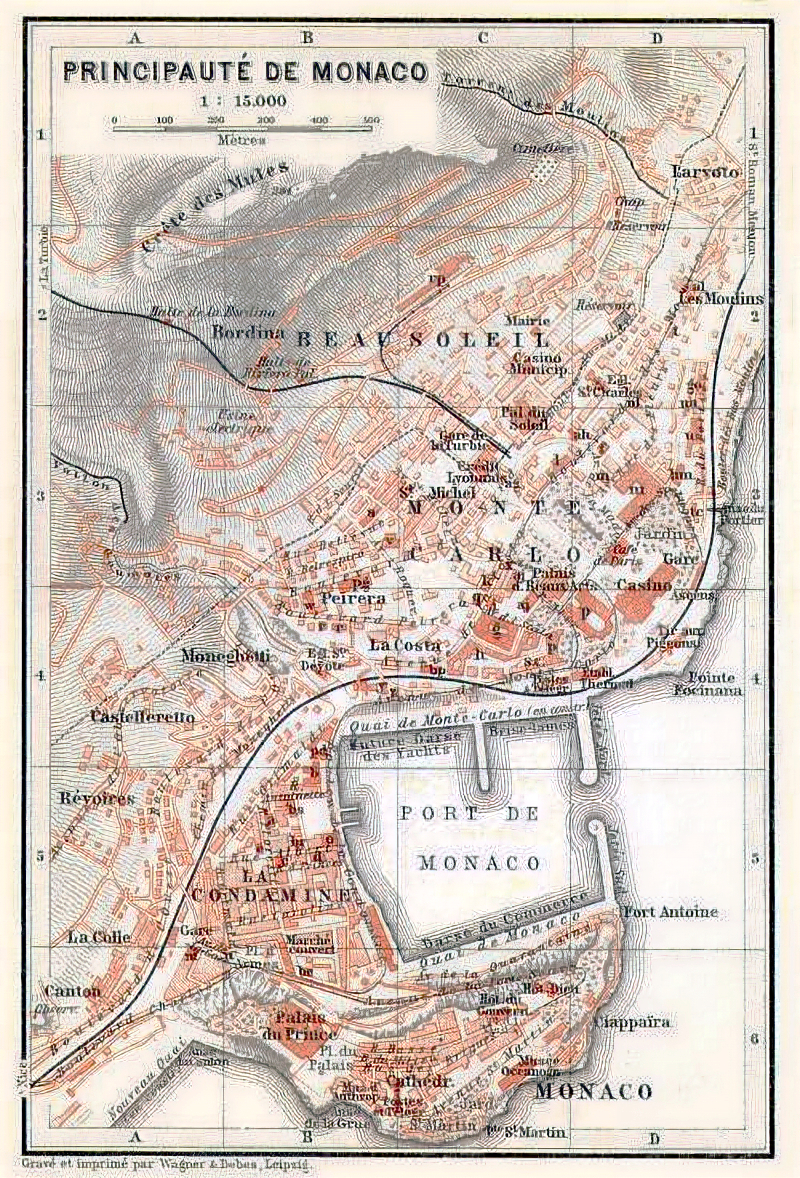
Historische Karte von Monaco und Beausoleil. Die Zahnradbahn La Turbie–Monte Carlo ist in der Mitte der oberen Hälfte ersichtlich
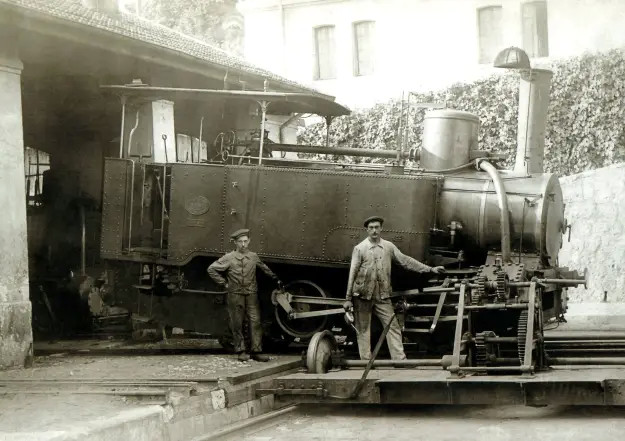
Lokomotive auf der Schiebebühne im Depot
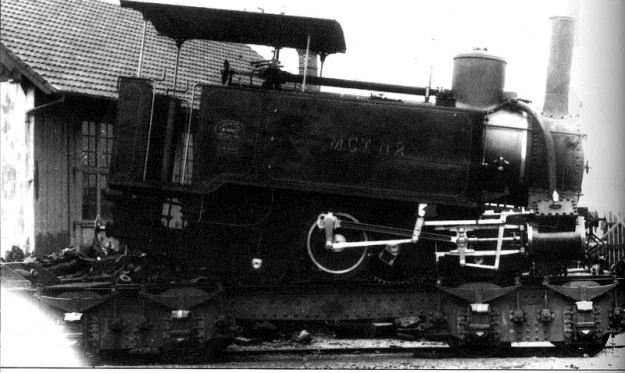
Lokomotive 2 auf einem Transportwaggon
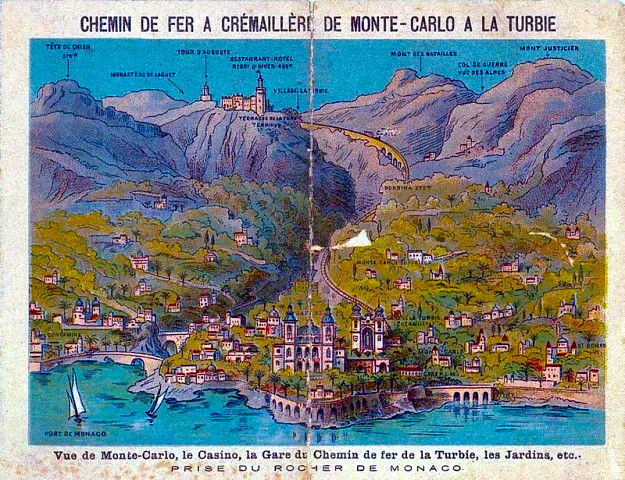
Tourismusplakat